# 1173
Високе Середньовіччя •  Золота доба ісламу •  Реконкіста •  Хрестові походи •  Київська Русь

## Геополітична ситуація
Візантію очолює Мануїл I Комнін (до 1180). Фрідріх Барбаросса є імператором Священної Римської імперії (до 1190), Людовик VII Молодий королює у Франції (до 1180).
Апеннінський півострів розділений: північ належить Священній Римській імперії, середню частину займає Папська область, більша частина півдня належить Сицилійському королівству. Деякі міста півночі: Венеція, Піза, Генуя тощо, мають статус міст-республік, частина з яких об'єднана Ломбардською лігою.
Південь Піренейського півострова в руках у маврів. Північну частину півострова займають християнські Кастилія, Леон (Астурія, Галісія), Наварра та Арагонське королівство (Арагон, Барселона). Королем Англії є Генріх II Плантагенет (до 1189), королем Данії — Вальдемар I Великий (до 1182).
У Києві почалося княжіння Ізяслава Ярославича (до 1174). Ярослав Осмомисл княжить у Галичі (до 1187), Святослав Всеволодович у Чернігові (до 1177), Андрій Боголюбський у Володимирі-на-Клязмі (до 1174). Новгородська республіка та Володимиро-Суздальське князівство фактично відокремилися від Русі. У Польщі період роздробленості. На чолі королівства Угорщина став Бела III (до 1196).
На Близькому сході існують держави хрестоносців: Єрусалимське королівство, Антіохійське князівство, графство Триполі. Сельджуки окупували Персію та Малу Азію, в Єгипті править династія Аюбідів, у Магрибі панують Альмохади, у Середній Азії правлять Караханіди та Каракитаї. Газневіди втримують частину Індії. У Китаї співіснують держава ханців, де править династія Сун, держава чжурчженів, де править династія Цзінь, та держава тангутів Західна Ся. На півдні Індії домінує Чола. В Японії триває період Хей'ан.

## Події

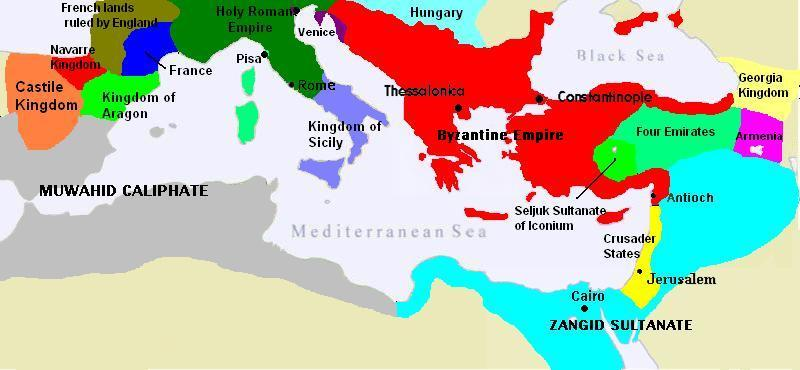

- Другий похід Андрія Боголюбського на Київ (невдалий)[1]
  - Андрій Боголюбський звелів Ростиславичам видати йому винних у вбивстві брата Гліба. Ростиславичі не підкорилися, тоді Андрій звелів Роману Ростиславичу покинути Київ. Роман Ростиславич повернувся в Смоленськ.
  - Андрій послав у Київ свого брата Всеволода.
  - Ростиславичі змовилися, в'їхали потайки в Київ, схопили Всеволода й посадили на престол Рюрика Ростиславича.
  - Андрій Боголюбський зібрав 50-тисячне військо з дружин понад 20 князів та половців і пішов на Київ.
  - Захопивши Київ, військо Боголюбського пішло на Вишгород проти Мстислава Ростиславича, головного організатора непокори.
  - Мстислав Ростиславич вистояв, а коли підійшла підмога з Волині й Галича, військо Боголюбського розбіглося.
  - Ростиславичі віддали київський престол луцькому князю Ярославу Ізяславичу, старшому в роді.
- Волинським князем стає Роман Мстиславич, який починає боротьбу за приєднання Галичини до своїх земель.
- Мешко ІІІ Старий став великим князем Польщі.
- У французьких володіннях англійського короля Генріха II Плантагенета почався бунт його синів на дружини.
- Кнут Еріксон залишився єдиним королем Швеції після смерті Коля Сверкерсона.
- Салах ад-Діна проголошено султаном Єгипту. Почалося його непряме протистояння з Нур ад-Діном, правителем Дамаска.
- Брат Салах ад-Діна Тураншах захопив Аден у Ємені.

## Виноски
1. ↑  litopys.org.ua. Архів оригіналу за 12 червня 2018. Процитовано 10 квітня 2005.